# К Азинию Марруцину
«К Азинию Марруцину» (лат. Ad Asinium Marrucinum) — условное название стихотворения римского поэта Гая Валерия Катулла, включённого в состав посмертного сборника («Книги Катулла Веронского») под номером 12. Автор здесь обращается к человеку, который не упоминается в других источниках, старшему брату знаменитого впоследствии полководца, политика и историка Гая Азиния Поллиона. Марруцин, по словам Катулла, ворует во время застолий чужие платки, причём брат готов заплатить любую сумму, чтобы покрыть этот его грех. Поэт просит Марруцина вернуть ему сетабский платок, присланный из Испании Веранием и Фабуллом как залог дружбы.
Имени одного из своих друзей Катулл придал здесь необычную форму — Veraniolus («Веранчик»).
На русский язык стихотворение первым перевёл Василий Тредиаковский в 1765 году (перевод был фрагментарным).